# روبرت كريستوفر ستافورد ستانلي
روبرت كريستوفر ستافورد ستانلي (بالإنجليزية: Robert Christopher Stafford Stanley)‏ هو سياسي زامبي، ولد في 12 مايو 1899، وتوفي في 1981. انتخب عضو الجمعية الوطنية في زامبيا وانتخب Governors of the Solomon Islands ‏ (3 يوليو 1952 – يوليو 1955).